# Europapokal der Landesmeister 1991/92

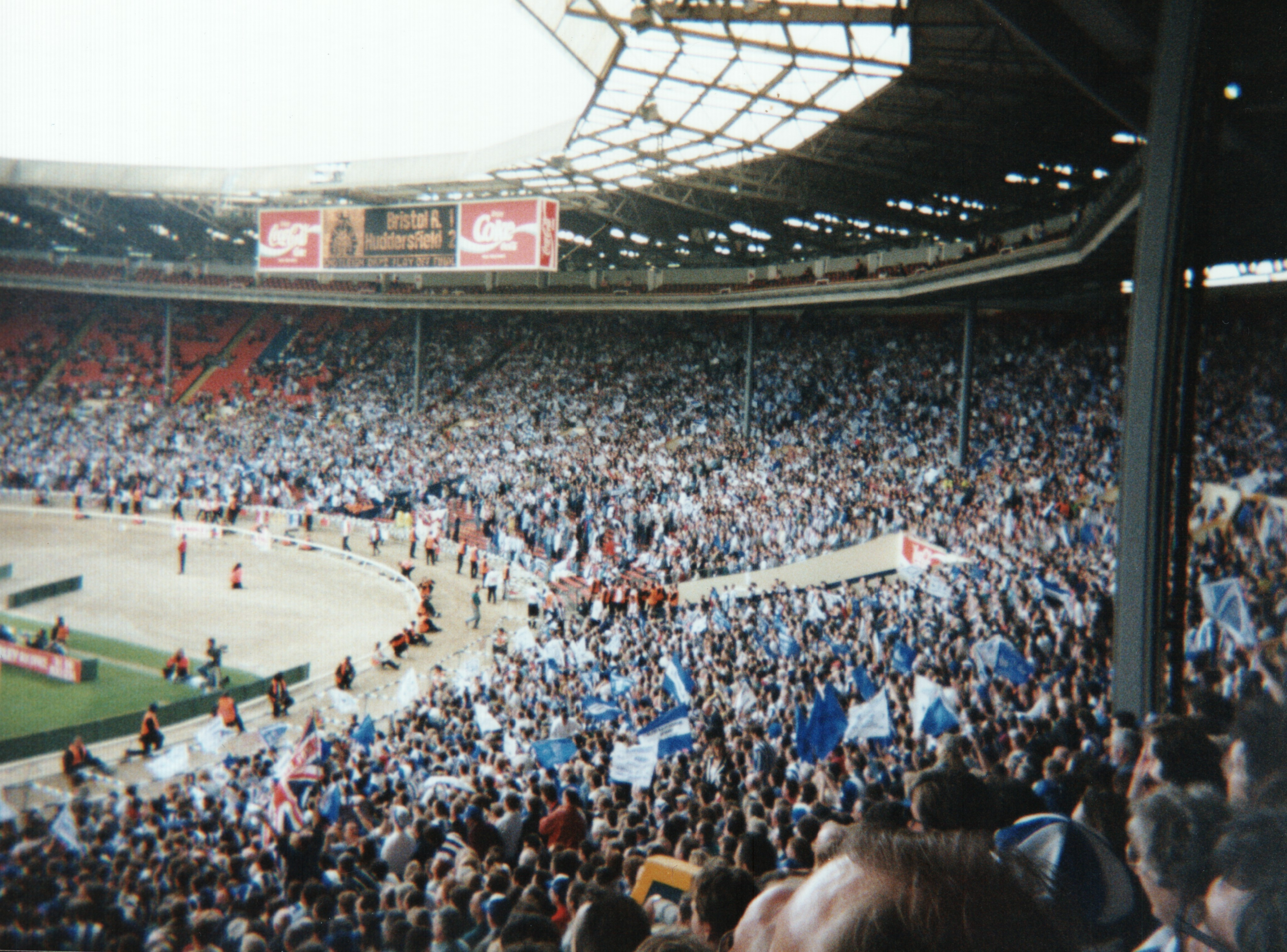
Das Wembley-Stadion in London

Der Europapokal der Landesmeister 1991/92 war die 37. und letzte Ausspielung des Wettbewerbs unter dieser Bezeichnung, denn in der folgenden Saison wurde der Wettbewerb in Champions League umbenannt. 32 Klubmannschaften nahmen teil, darunter 31 Landesmeister der vorangegangenen Saison und Roter Stern Belgrad als Titelverteidiger und Landesmeister Jugoslawiens. Das Wembley-Stadion war am 20. Mai 1992 Schauplatz des Endspiels.
Zum ersten Mal nach der Katastrophe von Heysel 1985 nahm wieder eine englische Mannschaft am Wettbewerb teil. Die fünfjährige Sperre der englischen Klubs war zwar bereits in der Saison 1990/91 abgelaufen, jedoch durfte der FC Liverpool als Meister aufgrund seiner siebenjährigen Sperre im vergangenen Jahr noch nicht starten.

## Modus
Die Teilnehmer spielten in zwei Runden acht Mannschaften für die Teilnahme an der erstmals stattfindenden Gruppenphase mit zwei Gruppen und je vier Mannschaften aus. Die beiden Gruppensieger spielten das Finale unter sich aus. Bei Torgleichstand zählte zunächst die größere Zahl der auswärts erzielten Tore; gab es auch hierbei einen Gleichstand, wurde das Rückspiel verlängert und gegebenenfalls sofort anschließend ein Elfmeterschießen zur Entscheidung ausgetragen.

## 1. Runde
Die Hinspiele fanden am 17./18. September, die Rückspiele am 2. Oktober 1991 statt.
|                          | Gesamt    |                         | Hinspiel | Rückspiel |
| ------------------------ | --------- | ----------------------- | -------- | --------- |
| Roter Stern Belgrad      | 8:0       | Portadown FC            | 4:0      | 4:0       |
| 1. FC Kaiserslautern     | 3:1       | FK Etar Weliko Tarnowo  | 2:0      | 1:1       |
| US Luxemburg             | 00:10     | Olympique Marseille     | 0:5      | 0:5       |
| Brøndby IF               | 4:2       | Zagłębie Lubin          | 3:0      | 1:2       |
| Honvéd Budapest          | 3:1       | Dundalk FC              | 1:1      | 2:0       |
| Sparta Prag              | (a)2:2(a) | Glasgow Rangers         | 1:0      | 1:2       |
| FC Barcelona             | 3:1       | Hansa Rostock           | 3:0      | 0:1       |
| CS Universitatea Craiova | 2:3       | Apollon Limassol        | 2:0      | 0:3       |
| IFK Göteborg             | (a)1:1(a) | KS Flamurtari Vlora     | 0:0      | 1:1       |
| Sampdoria Genua          | 7:1       | Rosenborg Trondheim     | 5:0      | 2:1       |
| Ħamrun Spartans          | 00:10     | Benfica Lissabon        | 0:6      | 0:4       |
| FC Arsenal               | 6:2       | FK Austria Wien         | 6:1      | 0:1       |
| HJK Helsinki             | 0:4       | Dynamo Kiew             | 0:1      | 0:3       |
| Beşiktaş Istanbul        | 2:3       | PSV Eindhoven           | 1:1      | 1:2       |
| Fram Reykjavík           | (a)2:2(a) | Panathinaikos Athen     | 2:2      | 0:0       |
| RSC Anderlecht           | 4:1       | Grasshopper Club Zürich | 1:1      | 3:0       |

## 2. Runde
Die Hinspiele fanden am 23. Oktober, die Rückspiele am 6. November 1991 statt.
|                     | Gesamt    |                      | Hinspiel | Rückspiel |
| ------------------- | --------- | -------------------- | -------- | --------- |
| Panathinaikos Athen | 4:2       | IFK Göteborg         | 2:0      | 2:2       |
| Olympique Marseille | (a)4:4(a) | Sparta Prag          | 3:2      | 1:2       |
| PSV Eindhoven       | 0:2       | RSC Anderlecht       | 0:0      | 0:2       |
| Honvéd Budapest     | 3:4       | Sampdoria Genua      | 2:1      | 1:3       |
| Dynamo Kiew         | 2:1       | Brøndby IF           | 1:1      | 1:0       |
| FC Barcelona        | (a)3:3(a) | 1. FC Kaiserslautern | 2:0      | 1:3       |
| Benfica Lissabon    | 4:2       | FC Arsenal           | 1:1      | 3:1 n. V. |
| Roter Stern Belgrad | 5:1       | Apollon Limassol     | 3:1      | 2:0       |

## Gruppenphase

### Gruppe A
| Pl. | Verein              | Sp. | S | U | N | Tore    | Diff. | Punkte |
| --- | ------------------- | --- | - | - | - | ------- | ----- | ------ |
| 1.  | Sampdoria Genua     | 6   | 3 | 2 | 1 | 010:500 | +5    | 08:40  |
| 2.  | Roter Stern Belgrad | 6   | 3 | 0 | 3 | 009:100 | −1    | 06:60  |
| 3.  | RSC Anderlecht      | 6   | 2 | 2 | 2 | 008:900 | −1    | 06:60  |
| 4.  | Panathinaikos Athen | 6   | 0 | 4 | 2 | 001:400 | −3    | 04:80  |

| 27. November 1991     |     |                     |
| RSC Anderlecht        | 0:0 | Panathinaikos Athen |
| Sampdoria Genua       | 2:0 | Roter Stern Belgrad |
| 11./12. Dezember 1991 |     |                     |
| Panathinaikos Athen   | 0:0 | Sampdoria Genua     |
| Roter Stern Belgrad   | 3:2 | RSC Anderlecht      |
| 4. März 1992          |     |                     |
| Panathinaikos Athen   | 0:2 | Roter Stern Belgrad |
| RSC Anderlecht        | 3:2 | Sampdoria Genua     |
| 18. März 1992         |     |                     |
| Sampdoria Genua       | 2:0 | RSC Anderlecht      |
| Roter Stern Belgrad   | 1:0 | Panathinaikos Athen |
| 1. April 1992         |     |                     |
| Panathinaikos Athen   | 0:0 | RSC Anderlecht      |
| Roter Stern Belgrad   | 1:3 | Sampdoria Genua     |
| 15. April 1992        |     |                     |
| RSC Anderlecht        | 3:2 | Roter Stern Belgrad |
| Sampdoria Genua       | 1:1 | Panathinaikos Athen |

### Gruppe B
| Pl. | Verein           | Sp. | S | U | N | Tore    | Diff. | Punkte |
| --- | ---------------- | --- | - | - | - | ------- | ----- | ------ |
| 1.  | FC Barcelona     | 6   | 4 | 1 | 1 | 010:400 | +6    | 09:30  |
| 2.  | Sparta Prag      | 6   | 2 | 2 | 2 | 007:700 | ±0    | 06:60  |
| 3.  | Benfica Lissabon | 6   | 1 | 3 | 2 | 008:500 | +3    | 05:70  |
| 4.  | Dynamo Kiew      | 6   | 2 | 0 | 4 | 003:120 | −9    | 04:80  |

| 27. November 1991 |     |                  |
| Dynamo Kiew       | 1:0 | Benfica Lissabon |
| FC Barcelona      | 3:2 | Sparta Prag      |
| 11. Dezember 1991 |     |                  |
| Sparta Prag       | 2:1 | Dynamo Kiew      |
| Benfica Lissabon  | 0:0 | FC Barcelona     |
| 4. März 1992      |     |                  |
| Dynamo Kiew       | 0:2 | FC Barcelona     |
| Benfica Lissabon  | 1:1 | Sparta Prag      |
| 18. März 1992     |     |                  |
| Sparta Prag       | 1:1 | Benfica Lissabon |
| FC Barcelona      | 3:0 | Dynamo Kiew      |
| 1. April 1992     |     |                  |
| Sparta Prag       | 1:0 | FC Barcelona     |
| Benfica Lissabon  | 5:0 | Dynamo Kiew      |
| 15. April 1992    |     |                  |
| Dynamo Kiew       | 1:0 | Sparta Prag      |
| FC Barcelona      | 2:1 | Benfica Lissabon |

## Finale
| FC Barcelona                                    | FC Barcelona | Sampdoria Genua | Sampdoria Genua |
| ----------------------------------------------- | --- | --- | --------------- |
| FC Barcelona                                    | \| 20. Mai 1992 in London (Wembley-Stadion) \| \| Ergebnis: 1:0 n. V. \| \| Zuschauer: 70.827 \| \| Schiedsrichter: Aron Schmidhuber ( Deutschland) \| | \| 20. Mai 1992 in London (Wembley-Stadion) \| \| Ergebnis: 1:0 n. V. \| \| Zuschauer: 70.827 \| \| Schiedsrichter: Aron Schmidhuber ( Deutschland) \| | Sampdoria Genua |
| FC Barcelona                                    | Andoni Zubizarreta – Albert Ferrer, Ronald Koeman, Nando – Eusebio, Pep Guardiola (113. José Ramón Alexanko), Juan Carlos – José Mari Bakero, Michael Laudrup – Julio Salinas (64. Jon Andoni Goikoetxea), Christo Stoitschkow Cheftrainer: Johan Cruyff ( Niederlande) | Gianluca Pagliuca – Moreno Mannini, Pietro Vierchowod, Marco Lanna, Srečko Katanec – Attilio Lombardo, Fausto Pari, Toninho Cerezo, Ivano Bonetti (72. Giovanni Invernizzi) – Gianluca Vialli (100. Renato Buso), Roberto Mancini Cheftrainer: Vujadin Boškov ( Jugoslawien) | Sampdoria Genua |
| FC Barcelona                                    | 1:0 Ronald Koeman (112.) | | Sampdoria Genua |
| FC Barcelona                                    | José Mari Bakero | Moreno Mannini, Pietro Vierchowod, Roberto Mancini | Sampdoria Genua |
| 20. Mai 1992 in London (Wembley-Stadion)        | | |                 |
| Ergebnis: 1:0 n. V.                             | | |                 |
| Zuschauer: 70.827                               | | |                 |
| Schiedsrichter: Aron Schmidhuber ( Deutschland) | | |                 |

## Beste Torschützen
| Rang | Spieler             | Klub                | Tore |
| ---- | ------------------- | ------------------- | ---- |
| 1    | Sergei Juran        | Benfica Lissabon    | 7    |
|      | Jean-Pierre Papin   | Olympique Marseille | 7    |
| 3    | Luc Nilis           | RSC Anderlecht      | 6    |
|      | Darko Pančev        | Roter Stern Belgrad | 6    |
|      | Gianluca Vialli     | Sampdoria Genua     | 6    |
| 6    | Isaías              | Benfica Lissabon    | 5    |
| 7    | César Brito         | Benfica Lissabon    | 4    |
|      | Marc Degryse        | RSC Anderlecht      | 4    |
|      | Attilio Lombardo    | Sampdoria Genua     | 4    |
|      | Roberto Mancini     | Sampdoria Genua     | 4    |
|      | Siniša Mihajlović   | Roter Stern Belgrad | 4    |
|      | Alan Smith          | FC Arsenal          | 4    |
|      | Christo Stoitschkow | FC Barcelona        | 4    |

## Eingesetzte Spieler FC Barcelona
| FC Barcelona | FC Barcelona |
| ------------ | --- |
| FC Barcelona | - Tor: Andoni Zubizarreta (11/-); Carles Busquets (1/-) - Abwehr: Ronald Koeman (11/1); Nando Muñoz (8/-); Miguel Ángel Nadal (8/-); Ricardo Serna (6/-); Juan Carlos (5/-); Albert Ferrer (4/-); José Ramón Alexanko (3/-) - Mittelfeld: Michael Laudrup (11/3); Pep Guardiola (11/-); Eusebio Sacristán (10/-); José Mari Bakero (9/3); Richard Witschge (9/-); Jon Andoni Goikoetxea (6/-); Guillermo Amor (3/1) - Sturm: Christo Stoitschkow (9/4); Txiki Begiristain (8/2); Julio Salinas (7/2) - Trainer: Johan Cruyff |